# Leptogenys pavesii
Leptogenys pavesii é uma espécie de formiga do gênero Leptogenys, pertencente à subfamília Ponerinae.